# Udo Branahl
Udo Branahl (* 13. Januar 1946 in Minden) ist ein deutscher Medienrechtler.

## Leben
Branahl studierte von 1965 bis 1973 Jura an der FU Berlin und an der Universität Hamburg, wo er beide juristische Staatsexamen ablegte und mit einer Arbeit über Pressefreiheit und redaktionelle Mitbestimmung promoviert wurde. Von 1979 bis 2011 war er Professor für Medienrecht an der Technischen Universität Dortmund, wo er auch das Amt des Datenschutzbeauftragten ausgeübt hat. Sein Nachfolger auf dem Lehrstuhl für Medienrecht am Institut für Journalistik ist Tobias Gostomzyk.
Branahl gehört zum Herausgeberbeirat des Fachjournalist, der vierteljährlich im Selbstverlag erscheinenden Kundenzeitschrift des Berliner Unternehmens "DFJV Deutscher Fachjournalisten-Verband AG".

## Veröffentlichungen
- Justizberichterstattung. Eine Einführung. Wiesbaden 2005.  ISBN  3-531-14618-1
- Medienrecht. Eine Einführung. 7. Aufl. Wiesbaden 2013. ISBN  978-3-658-00956-4
- Die Rechtsordnung der Bundesrepublik Deutschland. Eine Einführung. Fachwissen für Journalisten. Opladen 1997